# Upplands runinskrifter 885
Upplands runinskrifter 885 är en runsten i Ingla, Skogs-Tibble socken, Uppsala kommun i Uppland.

## Runstenen
U 885 står ett par meter norr om den gamla landsvägen vid Ingla. Platsen ligger cirka 350 m nordöst om bron över Sävaån och 120 meter västsydväst om U 884.
Stenen består av ljusröd granit. Den är 1,50 meter hög och 1,50 meter bred nedtill. Ytan är ojämn och skrovlig. På mitten av stenen har stora skivor flagnat loss och tagit med sig delar av ristningen som därför blivit delvis otydlig.

## Inskriften
Translitterering av runraden:
uikʀ ' auk sihstain ' auk| |karl ' þaiʀ l[itu '] stain ' rita ' at sihat ' faþur sin ' iu
Normalisering till fornvästnordiska:
Vigʀ ok Sigstæinn ok Karl þæiʀ letu stæin retta at Sighvat, faður sinn iu.
Översättning till nusvenska:
Vig och Sigsten och Karl de läto uppresa stenen efter Sigvat, sin fader...
Namnet Vig är sällsynt. Det förekommer även på U 884 i närheten och syftar därför på samma person. U 884 är rest efter Vig, därför bör U 885 vara en tidigare ristning.

## Historia
U 885 var känd av Johannes Bureus. Olof Celsius beskrev 1726 att stenen fanns väster om byn Ingla och var då omkullfallen. Även Richard Dybeck beskrev stenen som fallen, och att den låg i en lergrop. Senast 1873 hade den dock blivit rest. 1946 var den ånyo fallen, men restes åter av Riksantikvarieämbetet.